# アジサイ科
アジサイ科（アジサイか、学名：Hydrangeaceae）は、双子葉植物の科の1つ。
新エングラー体系では、ユキノシタ科に含められていたが、クロンキスト体系ではスグリ科とともに別科としている。さらに分子系統学的にはユキノシタ科と縁遠いことが明らかになり、APG植物分類体系ではミズキ目に入れられている。

## 特徴
アジサイ、ウツギ（ウノハナ）などの16属約190種を含む。低木または大型の草本でつる性のものも多い。主に東アジアと北アメリカの温帯から亜熱帯に分布する。がくと花弁の数は4または5で、ウツギ属などでは花弁が大きいが、アジサイ属の装飾花のようにがくの方が目立つ場合もある。アジサイ属のほかウツギ属やバイカウツギ属が花の観賞のため栽培される。

## 属
- Broussaisia
- Cardiandra クサアジサイ属 - クサアジサイ、オオクサアジサイ、アマミクサアジサイ
- Carpenteria
- Decumaria
- Deinanthe ギンバイソウ属
- Deutzia ウツギ属 - ウツギ、オオシマウツギ、オキナワヒメウツギ、オオバナオオシマウツギ、ヤエヤマヒメウツギ
- Dichroa ジョウザン属
- Fendlerella
- Hydrangea アジサイ属 - アジサイ、カラコンテリギ（トカラアジサイ）、リュウキュウコンテリギ
- Jamesia
- Kirengeshoma キレンゲショウマ属
- Philadelphus バイカウツギ属 - バイカウツギ
- Pileostegia シマユキカズラ属 - シマユキカズラ
- Platycrater バイカアマチャ属 - バイカアマチャ
- Schizophragma イワガラミ属 - イワガラミ
- Whipplea

## 画像

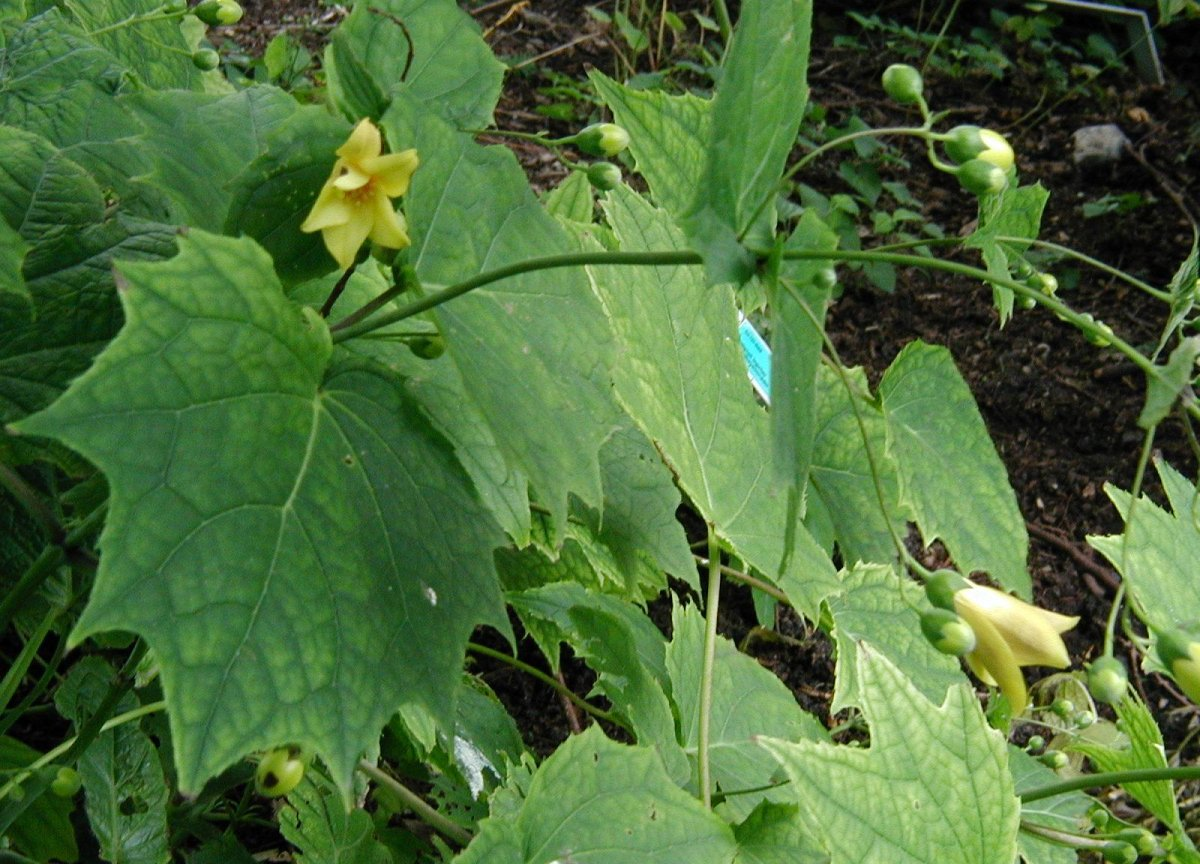
キレンゲショウマ
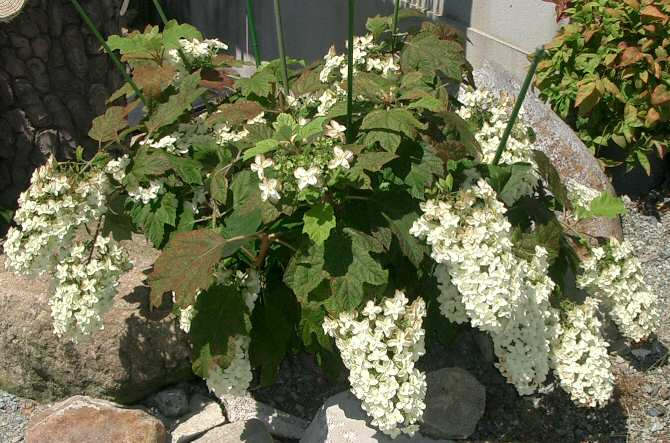
カシワバアジサイ
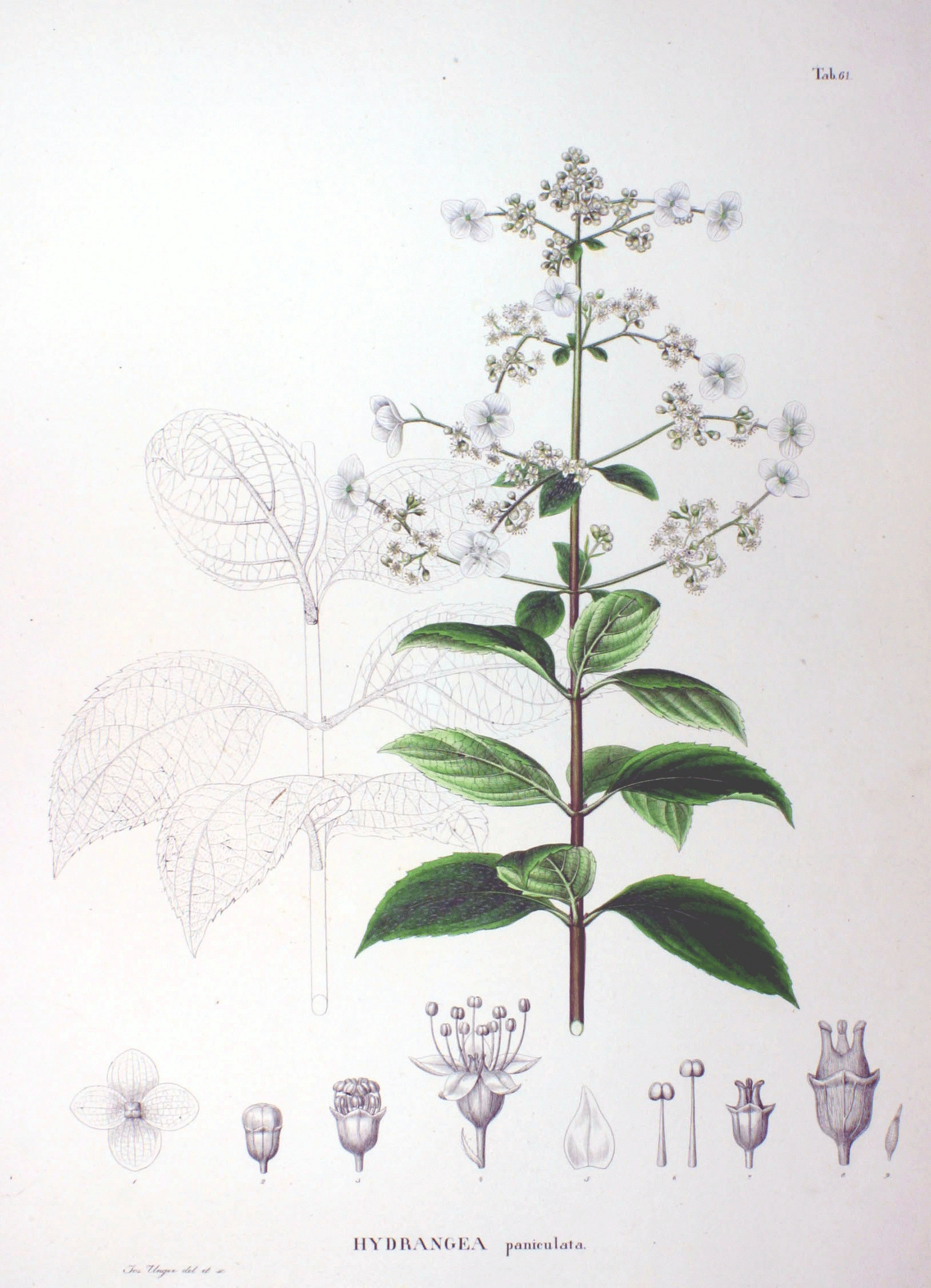
ノリウツギ